# Francisco Alejandro Lanza
Francisco Alejandro Lanza (Montevideo, 26 de febrero de 1894 - 29 de diciembre de 1960) fue un poeta uruguayo.

## Biografía
Nació el 26 de febrero de 1894 en Montevideo. Fue hijo de Francisco A. Lanza y Rosa Pasarelli. Contrajo matrimonio con María del Carmen Fernanda Muñoz. De ese matrimonio nacieron seis hijos, entre los que se encuentra el actor teatral, abogado y novelista uruguayo Francisco Joaquín Lanza Muñoz, quién obtuvo el segundo Premio Nacional de Literatura de Uruguay por su novela "Las mil y una hectáreas" (1991). Su nieto, el Ingeniero Joaquín Lanza Sclavo, también es escritor y obtuvo una mención en la 6.ª edición Premio Internacional de Relato Patricia Sánchez Cuevas por su relato "Liz".
Francisco Alejandro Lanza publicó en 1918 su primer libro de poemas escritos durante su juventud, titulado "El cuento de Pedro Corazón", con prólogo de Daniel Martínez Vigil. El libro recibió notas elogiosas por parte del novelista, poeta y crítico literario español Andrés González-Blanco.
Colaboró con las revistas literarias uruguayas Alfar (revista) y Alfa (revista). Fue registrado en antologías de poetas uruguayos, como ser: "Literatura uruguaya, 1807-1975" de Sarah Bollo y   
"Exposición de la poesía uruguaya" de Julio J. Casal, obra que recopila los poetas uruguayos, constituyéndose en una obra de referencia fundamental para la historia del género en Uruguay.
Tradujo del alemán al español la poesía de Ludwig Uhland.

## Estilo y temática
Según Andrés González-Blanco:

"Hay en este poeta muchas tonalidades a la manera suave y sugestiva de Amado Nervo, a quien dedica su libro y por quien profesa una gran admiración. Hay en alguna de sus canciones algo de la ingenuidad del poeta de Perlas místicas; pero en general, el Sr. Lanza es más humano, más realista, aunque con cierto matiz de aspiraciones místicas -revelado en poesías como Serenidad piadosa, Nihil y Finis, impregnado de una amargura de Eclesiastes. En el fondo del alma de este poeta palpita un espíritu cristiano que se sobrepone aún a su anhelo de modernidad." 

La  poeta, pedagoga y crítica literaria uruguaya Luisa Luisi dijo que sus versos eran 

"... murmullos de versos en los que el dolor se avalora de una honda compresión de la vida." 

Por su parte la poeta Sarah Bollo, con una amplia producción de crítica literaria uruguaya, dijo sobre Lanza:

"Francisco Alejandro Lanza es un verdadero poeta, lleno de intimidad, emoción y profundo y hondo sentimiento. Su estilo, despojado de toda gala vana y figurativo, se apoya sobre la palabra que adquiere un nuevo estremecimiento como si tuviera un inédito significado en su notable sencillez." 

## Obra
- El cuento de Pedro Corazón (ed "Casa A. Barreiro y Ramos". Montevideo, 1918)
- Papá (ed "Casa A. Barreiro y Ramos". Montevideo, 1932)
- Hoy, padre, es navidad (Segunda edición de Papá levemente modificada. ed. Biblioteca Alfar. Montevideo, 1944.)
- Vivir, extraña cosa (ed. Biblioteca Alfar. Montevideo, 1948.)
- Balada de los Farsantes (ed. Biblioteca Alfar. Montevideo, 1950)